# Diospilus productus
Diospilus productus är en stekelart som beskrevs av Marshall 1894. Diospilus productus ingår i släktet Diospilus och familjen bracksteklar. Inga underarter finns listade i Catalogue of Life.